# Финал чемпионата мира по футболу 1998
Финал чемпионата мира по футболу 1998 года — завершающий матч чемпионата мира по футболу 1998 года, который прошёл 12 июля на стадионе «Стад де Франс» в Сен-Дени, Франция. Чемпионом стала сборная Франции, обыгравшая сборную Бразилии со счётом 3:0. Впервые в финале встретились действующие чемпионы мира и хозяева турнира. Зинедин Зидан, который был назван лучшим игроком матча, забил дважды перед перерывом, а Эммануэль Пети добавил третий гол на последней минуте. 
Посетили матч около 75 000 человек.
На пути к финалу действующие чемпионы из Бразилии, тренируемые их бывшим игроком Марио Загалло, одержали победы над Шотландией (2:1) и Марокко (3:0) и возглавили свою группу с шестью очками в трёх матчах, претерпев неожиданный сюрприз в виде поражения 1:2 от Норвегии в заключительной групповой игре. После победы со счётом 4:1 над Чили и успеха со счётом 3:2 в игре против Дании, они достигли финала, одолев в серии пенальти Нидерланды. 
Что касается Франции, то они выиграли свои три групповых матча и обыграли Парагвай в плей-офф благодаря золотому голу. Затем у них была серия пенальти с Италией в четвертьфинале, завершившаяся успехом. Наконец, они победили в полуфинале Хорватию, впервые выступавшую на чемпионате мира как независимое государство.

## Путь к финалу
| Поз | Команда   | И | В | Н | П | МЗ | МП | РМ | О | Квалификация     |
| --- | --------- | - | - | - | - | -- | -- | -- | - | ---------------- |
| 1   | Бразилия  | 3 | 2 | 0 | 1 | 6  | 3  | +3 | 6 | Выход в плей-офф |
| 2   | Норвегия  | 3 | 1 | 2 | 0 | 5  | 4  | +1 | 5 | Выход в плей-офф |
| 3   | Марокко   | 3 | 1 | 1 | 1 | 5  | 5  | 0  | 4 |                  |
| 4   | Шотландия | 3 | 0 | 1 | 2 | 2  | 6  | −4 | 1 |                  |

| Поз | Команда           | И | В | Н | П | МЗ | МП | РМ | О | Квалификация     |
| --- | ----------------- | - | - | - | - | -- | -- | -- | - | ---------------- |
| 1   | Франция (Х)       | 3 | 3 | 0 | 0 | 9  | 1  | +8 | 9 | Выход в плей-офф |
| 2   | Дания             | 3 | 1 | 1 | 1 | 3  | 3  | 0  | 4 | Выход в плей-офф |
| 3   | ЮАР               | 3 | 0 | 2 | 1 | 3  | 6  | −3 | 2 |                  |
| 4   | Саудовская Аравия | 3 | 0 | 1 | 2 | 2  | 7  | −5 | 1 |                  |

### Бразилия
Бразилия попала в группу А на групповом этапе вместе с Шотландией, Марокко и Норвегией. Они добились побед над Шотландией (2-1) и Марокко (3-0), однако проиграли свою последнюю игру 1-2 Норвегии.
Затем они встретились с Чили, занявшей второе место в группе B, в 1/8 финала, и уверенно выиграли 4-1, при этом Роналдо и Сезар Сампайо забили по два гола каждый. В четвертьфинале они играли с Данией, которая также выиграла свою предыдущую игру со счётом 4-1 (против Нигерии), но Бразилия выиграла этот матч 3-2. Несмотря на то, что на второй минуте забил Мартин Йоргенсен, бразильцы перевернули игру в свою пользу благодаря голам Бебето и Ривалдо. Брайан Лаудруп сравнял счёт, но Бразилия выиграла матч благодаря второму мячу Ривалдо.
В полуфинале Бразилия встретилась с Нидерландами в Марселе. Игра закончилась со счётом 1:1 в основное время, Роналдо забил сразу после перерыва, а Патрик Клюйверт сравнял счёт на 87-й минуте, таким образом в дополнительное время счёт остался прежним. Матч завершался серией пенальти, которую Бразилия выиграла со счётом 4-2, выйдя в финал чемпионата мира во второй раз подряд.

### Франция
Франция попала в группу C вместе с Данией, ЮАР и Саудовской Аравией. Они начали свою кампанию с лёгкой победы со счётом 3:0 над Южной Африкой, за которой последовала убедительная победа над Саудовской Аравией со счётом 4:0. Франция обеспечила себе первое место в своей группе благодаря ещё одной победе со счётом 2:1 над Данией с голами Юрия Джоркаеффа и Эммануэля Пети.
В 1/8 финала они столкнулись со второй командой группы D Парагваем. Франция выиграла встречу со счётом 1:0 в дополнительное время благодаря золотому голу, забитому Лораном Бланом. В четвертьфинале французы столкнулись с Италией, которая также вышла в четвертьфинал победой над Норвегией со счётом 1:0. Напряжённый матч закончился 0:0 после дополнительного времени, и Франция выиграла со счётом 4:3 по пенальти после того, как итальянский игрок Луиджи Ди Бьяджо пробил свой пенальти в перекладину.
В полуфинале Франция столкнулась с открытием чемпионата Хорватией. После безголевого первого тайма Хорватия вышла вперёд на первой минуте второго тайма, забив мяч в исполнении Давора Шукера, для него это был пятый гол в турнире. Франция немедленно ответила тем, что Лилиан Тюрам забил свой первый мяч за сборную. Затем Тюрам поразил ворота ещё раз, отправив Францию в свой первый в истории финал чемпионата мира. Матч закончился противоречиво в связи с тем, что Блан был удалён с поля после стычки со Славеном Биличем. Билич упал на колени, казалось, от боли. Однако повторы показали, что между игроками был минимальный контакт. Удаление Блана означало, что он пропустит финал.

## Ход матча
В качестве главной новости накануне преобладала физическая форма звёздного нападающего Бразилии Роналдо, у которого накануне игры случился приступ эпилепсии . Он был изначально исключён из ростера, но за 72 минуты до начала игры было объявлено, что он будет играть.. 
В ходе самого матча Роналдо получил травму в столкновении с французским голкипером Фабьеном Бартезом. И хотя считалось, что решение сыграть для Роналдо имело неприятные последствия, оно было понятным и очевидным, поскольку игрок был ключевым членом команды на протяжении всего турнира, забив четыре гола и создав ещё три.

### События
Зинедин Зидан вывел Францию вперёд незадолго до получасовой отметки, когда Эммануэль Пети нанёс удар головой из поворотного угла справа. 
Спустя всего несколько минут Роналдо пробил по воротам после длинного паса от Дунги, но не смог одолеть Фабьена Бартеза, который столкнулся с бразильским нападающим. Обоим потребовалась помощь медиков, но они быстро пришли в себя. Бразильские плеймейкеры-суперзвёзды Леонардо и Ривалдо были остановлены в этом матче Дидье Дешамом и Кристианом Карамбё, а Бразилии было трудно обойти французов с фланга, где в роли вингбэков выступали Биксант Лизаразю и Лилиан Тюрам. Они помогли нейтрализовать атакующих соперников, поскольку Кафу и Роберто Карлос не смогли внести свой вклад в атаку, как это было в предыдущих матчах турнира.. 
 
Когда началось добавленное время, у Франции был отличный шанс удвоить отрыв в тот момент, когда ошибка двух центральных защитников Бразилии, Жуниора Баяно и Алдаира, вывела Стефана Гиварша один на один с Клаудио Таффарелом, но французский форвард нанёс слабый удар, который Таффарел перевёл на угловой. Минутой позже Франция удвоила отрыв, так как Бразилия смогла выбить только первый угловой из двух. На этот раз слева Зидан забил ещё один гол одним отскоком, который был почти идентичен его первому, и вывел французов вперёд на два мяча.
Во втором тайме Роналдо имел шанс сократить дефицит. Мяч упал на него в штрафной, но он смог попасть только в руки Бартеза. У Бразилии будет ещё один шанс, когда Денилсон ударит по штанге из-за пределов штрафной площади. Франция должна была играть последние 20 минут десятью игроками, после удаления Марселя Десайи после того, как он заработал вторую жёлтую карточку. 
Полузащитник Эммануэль Пети подвёл черту в матче на 90+3-й минуте, получив пас от напарника по клубу Патрика Виейра и послав мяч низко в сетку ворот.

### Отчёт о матче
| Бразилия | 0:3     | Франция                        |
| -------- | ------- | ------------------------------ |
|          | (отчёт) | - Зидан 27′ 45+1′ - Пети 90+3′ |

| Бразилия | Франция |

|                 |    |                  |     |     |
|                 |    |                  |     |     |
| Вр              | 1  | Клаудио Таффарел |     |     |
| Защ             | 2  | Кафу             |     |     |
| Защ             | 3  | Алдаир           |     |     |
| Защ             | 4  | Жуниор Байано    | 33' |     |
| Защ             | 6  | Роберто Карлос   |     |     |
| ПЗ              | 5  | Сезар Сампайо    |     | 73' |
| ПЗ              | 8  | Дунга (к)        |     |     |
| ПЗ              | 10 | Ривалдо          |     |     |
| ПЗ              | 18 | Леонардо         |     | 46' |
| Нап             | 20 | Бебето           |     |     |
| Нап             | 9  | Роналдо          |     |     |
| Замены:         |    |                  |     |     |
| ПЗ              | 19 | Денилсон         |     | 46' |
| Нап             | 21 | Эдмундо          |     | 73' |
| Главный тренер: |    |                  |     |     |
| Марио Загалло   |    |                  |     |     |

|                 |    |                  |         |     |
|                 |    |                  |         |     |
| Вр              | 16 | Фабьен Бартез    |         |     |
| Защ             | 15 | Лилиан Тюрам     |         |     |
| Защ             | 8  | Марсель Десайи   | 48' 68' |     |
| Защ             | 18 | Франк Лебёф      |         |     |
| Защ             | 3  | Биксант Лизаразю |         |     |
| ПЗ              | 7  | Дидье Дешам (к)  | 39'     |     |
| ПЗ              | 17 | Эммануэль Пети   |         |     |
| ПЗ              | 19 | Кристиан Карамбё | 56'     | 57' |
| ПЗ              | 10 | Зинедин Зидан    |         |     |
| ПЗ              | 6  | Юрий Джоркаефф   |         | 74' |
| Нап             | 9  | Стефан Гиварш    |         | 66' |
| Замены:         |    |                  |         |     |
| ПЗ              | 14 | Ален Богоссян    |         | 57' |
| Нап             | 21 | Кристоф Дюгарри  |         | 66' |
| ПЗ              | 4  | Патрик Виейра    |         | 74' |
| Главный тренер: |    |                  |         |     |
| Эме Жаке        |    |                  |         |     |

| Игрок матча: Зинедин Зидан (Франция) Судейская бригада Помощники судьи: Марк Уоррен (Англия) Ахмат Сали (ЮАР) Резервный судья: Абдул Рахман Аль-Заид (Саудовская Аравия) | Регламент матча - 90 минут основного времени. - 30 минут дополнительного времени в случае ничейного исхода. - Послематчевые пенальти, если дополнительное время закончилось ничьей. - Максимум три замены. |

### Статистика
|                | Бразилия | Франция |
| -------------- | -------- | ------- |
| Голы           | 0        | 3       |
| Удары          | 12       | 14      |
| Удары в створ  | 6        | 5       |
| Нарушения      | 15       | 13      |
| Офсайды        | 5        | 3       |
| Предупреждения | 1        | 4       |
| Удаления       | 0        | 1       |

## После матча
Франция стала седьмой страной, выигравшей чемпионат мира, впервые появившись в финале, спустя 32 года после последнего на тот момент подобного случая. Они стали шестой страной, выигравшей домашний чемпионат мира. Марсель Десайи стал первым игроком, получившим красную карточку и выигравшим чемпионат мира.
Бразилия лишь во второй раз в своей истории проиграла финал (впервые с 1950 года). А счёт 0:3 стал для них крупнейшим поражением на чемпионатах мира.
Президент Франции Жак Ширак, президент Международного олимпийского комитета Хуан Антонио Самаранч, избранный президент ФИФА Зепп Блаттер и его предшественник Жоао Авеланж, президент УЕФА Леннарт Юханссон и глава местного организационного комитета Мишель Платини были среди присутствующих на трибунах во время церемонии награждения. Ширак вручил трофей французскому капитану Дидье Дешаму.
Франция впоследствии продолжила свой победный путь, выиграв Евро-2000. Бразилия в свою очередь выиграла Кубок Америки в 1999 году и следующий чемпионат мира в Японии и Южной Корее. Франция стала первым чемпионом мира, вылетевшим на старте следующего турнира, прежде чем они вернулись в финал в 2006 году.
Роналдо в дальнейшем установил рекорд по количеству голов, забитых в финалах чемпионата мира (15) в 2006 году, который позже был побит Мирославом Клозе из Германии в 2014 году. Блан и Дешам позже будут руководить сборной Франции, последний из которых приведёт их ко второму титулу чемпиона мира 20 лет спустя на чемпионате мира 2018 года в России, что сделает его только третьим человеком, выигравшим чемпионат мира как игроком и тренером, после Марио Загалло из Бразилии и Франца Беккенбауэра из Германии. Многие французские игроки, выигравшие чемпионат мира 1998 года и Евро-2000, также являются членами благотворительной ассоциации France 98, с Дешамом в качестве президента и Жаке в качестве тренера по благотворительным матчам и отзывам.